# Adriyanti Firdasari
Adriyanti Firdasari (* 16. Dezember 1986 in Jakarta, Indonesien) ist eine indonesische Badmintonspielerin.

## Karriere
Adriyanti Firdasari gewann 2005 Bronze die Südostasienspiele im Dameneinzel. Im gleichen Jahr war sie auch bei den New Zealand Open erfolgreich. Ein Jahr später siegte sie bei den Dutch Open. 2007 holte sie sich Silber bei den Südostasienspielen. Beim Sudirman Cup 2007 wurde sie Vizeweltmeisterin mit dem indonesischen Team ebenso wie beim Uber Cup 2008. Beim Uber Cup 2010 reichte es dagegen nur zu Bronze.

## Erfolge
| Saison | Veranstaltung     | Disziplin       | Platz | Name                |
| ------ | ----------------- | --------------- | ----- | ------------------- |
| 2005   | Südostasienspiele | Dameneinzel     | 1     | Adriyanti Firdasari |
| 2005   | New Zealand Open  | Dameneinzel     | 1     | Adriyanti Firdasari |
| 2006   | Dutch Open        | Dameneinzel     | 1     | Adriyanti Firdasari |
| 2007   | Südostasienspiele | Dameneinzel     | 2     | Adriyanti Firdasari |
| 2007   | Sudirman Cup      | Gemischtes Team | 2     | Indonesien          |
| 2008   | Uber Cup          | Damenteam       | 2     | Indonesien          |
| 2010   | Uber Cup          | Damenteam       | 3     | Indonesien          |